# Journal of Molecular Medicine
Das Journal of Molecular Medicine, abgekürzt J. Mol. Med., ist eine wissenschaftliche Fachzeitschrift, die vom Springer-Verlag veröffentlicht wird. Die Zeitschrift entstand 1922 aus der Fusion der Berliner Klinischen Wochenschrift (gegr. 1864) und der Therapeutischen Monatshefte (gegr. 1887) und erschien unter dem Namen Klinische Wochenschrift von Band 1 (1922) bis Band 23 (1944) und von Band 24 (1946) bis Band 69 (1991). Die Zeitschrift war das offizielle Publikationsorgan der Gesellschaft Deutscher Naturforscher und Ärzte. Von 1992 bis 1994 wurde der Name in The Clinical Investigator geändert und seit 1995 (Band 73) erscheint die Zeitschrift unter dem Namen Journal of Molecular Medicine. In einem Editorial anlässlich der Umbenennung wurde die Traditionslinie der Zeitschrift zurück zur Gründung der Berliner Klinischen Wochenschrift im Jahr 1864 gezogen. Die Zeitschrift erscheint monatlich. Es werden Arbeiten veröffentlicht, die sich mit allen Aspekten der menschlichen Biologie und Pathophysiologie beschäftigen.
Der Impact Factor lag im Jahr 2014 bei 5,107. Nach der Statistik des ISI Web of Knowledge wird das Journal mit diesem Impact Factor in der Kategorie experimentelle und forschende Medizin an 16. Stelle von 123 Zeitschriften und in der Kategorie Genetik und Vererbung an 27. Stelle von 167 Zeitschriften geführt.